# Leptopenus discus
Leptopenus discus är en korallart som beskrevs av Henry Nottidge Moseley 1881. Leptopenus discus ingår i släktet Leptopenus och familjen Micrabaciidae. Inga underarter finns listade i Catalogue of Life.